# كاثرين دوير ماكاي
كاثرين ألكسندر دور ماكاي (1878-1930) هي ناشطة في حق تصويت المرأة ونجمة اجتماعية وكاتبة ومؤسسة جمعية المساواة في حق الانتخاب وتعد مؤثرة اجتماعية إذ شجعت النساء من خلال مشاركتها في الانتخاب على اتباع نهجها، وهي أول عضو نسوي في مجلس إدارة مدارس روزلين في مدينة نيويورك.

## سيرتها الشخصية
ولدت كاثرين دور في مدينة نيويورك عام 1878 وهي سليلة مباشرة لليدي كيتي دور ابنة اللورد ستيرلنغ، تزوجت من كلارنس إتش ماكاي عام 1898، وعُرفت كاثرين بحبها لفعل الخير والإحسان والتعليم وكانت على اتصال وثيق مع قصر هاربور هيل. عاشت كاثرين في مدينة روزلين من عام 1898 إلى عام 1910، وجددت في عام 1899 مكتبة روزلين العامة المعروفة باسم مكتبة ويليام كولين براينت إذ وضعت سجادة جديدة واستبدلت بعض الكتب ووظفت اثنين من أمناء المكتبات.
عرفت كاثرين بفعل الخير والإحسان وكانت تدعو الناس والأطفال إلى قصر هاربور هيل ليقوموا بوظائف مختلفة كما كانت أول امرأة تنضم إلى مجلس إدارة مدارس روزلين في عام 1905 واستمرت إلى عام 1910، وتمكنت خلال فترة عضويتها في مجلس الإدارة من إلغاء العقاب البدني من المدارس العامة في روزلين وسجلت أطفالها في المدارس العامة لتؤكد بأن الأغنياء والفقراء يرتادون المدرسة نفسها وتتوجب رعايتهم، إذ قالت في نصٍ لها «من الضروري مراعاة الأغنياء والفقراء على حد سواء في المدارس العامة».
أسست كاثرين جمعية المساواة في حق الانتخاب وأصبحت رئيسةً لها عام 1908 واستأجرت مكاتب للاجتماعات في مبنى ماديسون سكوير، وشجعت مشاركتها في حركة حق التصويت للنساء على محاربة الصورة النمطية للتصويت وقررت عام 1909 العمل مع جمعيتها من أجل حق المرأة في التصويت في نيويورك على أمل أن تمهد الطريق في جميع أنحاء البلاد بحلول عام 1914، وشجعت كاثرين النساء للمطالبة بحقهم في التصويت عن طريق القيام بالعديد من الدورات التثقيفية في مسرح الحديقة.
كانت رئاسة الجمعية تأخذ حيزًا كبيرًا من وقتها لذلك رغبت في تركها، لكن الشائعات ذكرت بأنها قد استاءت من قوانين الاقتراع التي أقرتها الهيئة التشريعية لذلك تركت جمعية المساواة في حق الانتخاب عام 1911.
أصبح الدكتور جوزيف بليك الطبيب الشخصي لزوجها كلارنس ماكاي وأجرى له عدة عمليات جراحية وبعدها بدأت الشائعات حول علاقة غير مشروعة محتملة بين كاثرين وطبيب زوجها الدكتور جوزيف بليك في صيف عام 1911، ثم انفصلت كاثرين عن زوجها كلارنس ماكاي في يوليو من عام 1913 وتطلقت منه عام 1914 وتخلت عن جنسيتها الأمريكية ومُنحت الحضانة الكاملة لأطفالهم الثلاثة إلى طليقها كلارنس ماكاي، ثم تزوجت كاثرين من الطبيب جوزيف بليك في 28 نوفمبر 1914 في باريس. 
واصلت كاثرين في نضالها من أجل تطبيق قانون حق المرأة في التصويت عندما انتقلت إلى باريس، وشاركت مع زوجها في الحرب العالمية الأولى.
عادت كاثرين إلى نيويورك في عام 1919 وانتهى زواجها الثاني بالطلاق أيضًا، حاولت جاهدةً في أن تصالح زوجها السابق كلارنس في عام 1930 لكنها توفيت في العام نفسه.